# Iris Erdmann
Iris Erdmann (* 19. Dezember 1943 in Benediktbeuern, Deutsches Reich) ist eine deutsche Schauspielerin bei Bühne, Film und Fernsehen.

## Leben und Wirken
Die gebürtige Bayerin erhielt zu Beginn der 1960er-Jahre ihre künstlerische Ausbildung bei Marlise Ludwig in Berlin. Kurz zuvor gab sie ihr Filmdebüt an der Seite von Luise Ullrich in dem deutsch-schweizerischen Melodram Die Schatten werden länger. Ebenfalls in den 1960er-Jahren debütierte Erdmann am Theater in Bremen unter Peter Zadek, ehe sie in Berlin ihre Bühnenlaufbahn fortsetzte. Bis 1973 besaß auch das Fernsehen beträchtliche Bedeutung in Iris Erdmanns künstlerischer Arbeit. Seitdem konzentrierte sie sich nahezu vollständig auf die Bühne und trat nur noch sehr selten und in großen Zeitabständen vor die Kamera.
Seit 1998/1999 ist sie Ensemblemitglied am Theater Basel. Sie war verheiratet mit dem  Theaterkritiker Henning Rischbieter.

## Filmografie
- 1961: Die Schatten werden länger
- 1962: So war Mama
- 1962: Süden
- 1963: Sein Meisterstück
- 1963: Männer am Sonntag
- 1965: Die Gegenprobe
- 1966: Frühlings Erwachen
- 1967: Landarzt Dr. Brock (TV-Serie, eine Folge)
- 1967: In Lemgo 89
- 1969: Gesang für die Gerechten
- 1969–70: Ida Rogalski (drei Folgen)
- 1970: Interview mit Herbert K.
- 1971: Die menschliche Pyramide, oder Wohl dem, der eine Bleibe hat
- 1972: Autos
- 1973: Drüben bei Lehmanns (TV-Serie, eine Folge)
- 1974: Unter einem Dach – Der Flugkapitän
- 1982: Wissen Sie es besser?!
- 1997: Stadtklinik (eine Folge)
- 2004: Ein Mann zum Vernaschen
- 2008: Weitertanzen
- 2008: Tatort: Der Kormorankrieg